# 筷子

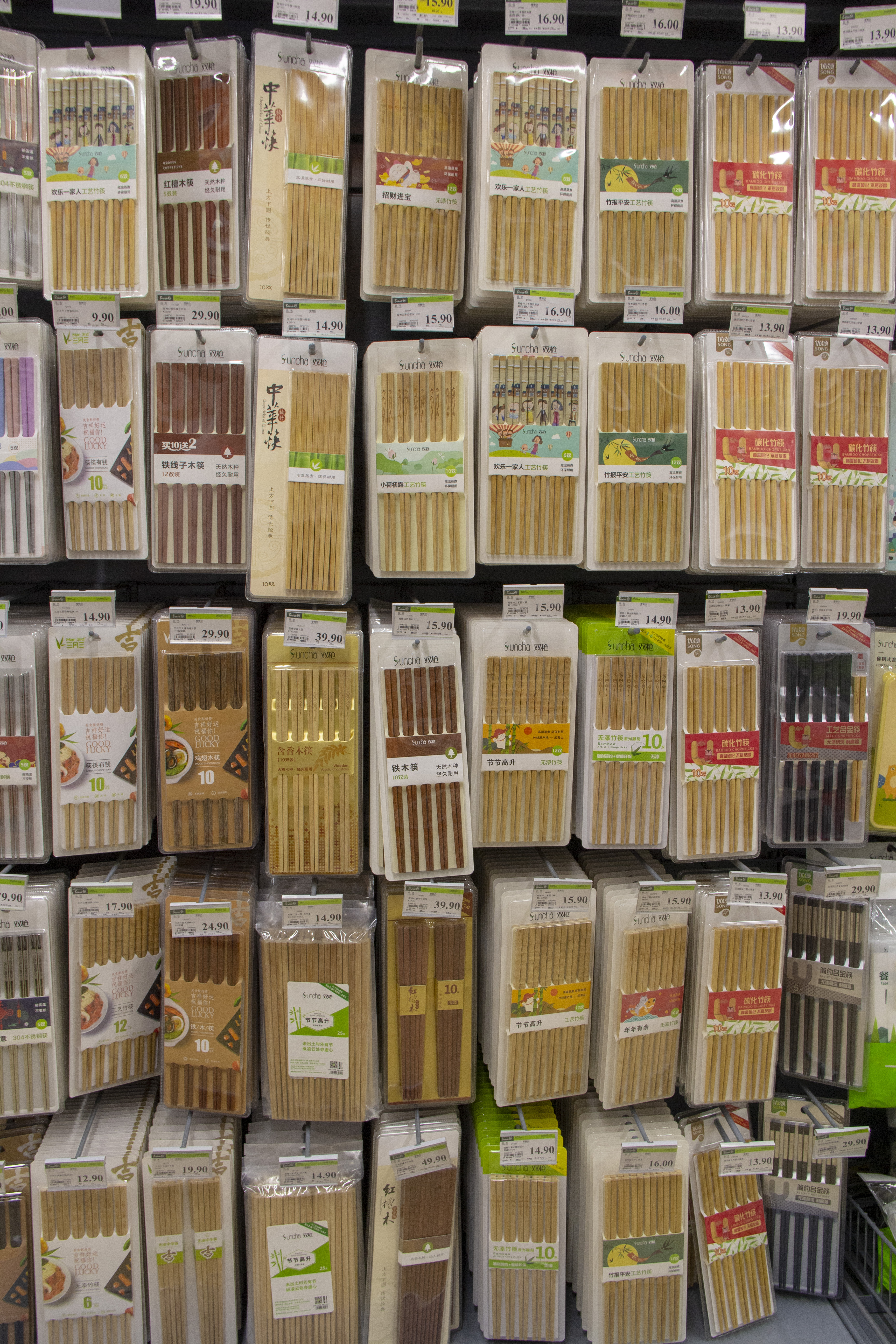
超市货架上的多款筷子

筷子是一種起源於中國的食具，古漢語稱箸、梜提。用於将食物夾起並送入口中，或者用作炊具。在東亞漢字文化圈以及東南亞地區（越南、寮國、柬埔寨、泰國、緬甸、馬來西亞、新加坡）被作為主要餐具，以及世界各地的東亞裔移民群體所遍布的國家中常見。

## 歷史
人類使用筷子的歷史可以追溯到四千年以前，筷子是何人發明，何時誕生，歷代雖有很多傳說，但至今仍無得而知；中國人從古至今都視筷子為自然沿襲下來的家常用品，對其的由來和發展只有少量的記載。由考古學提供的證據而言，筷子的出現晚於匙羹，同樣原因，由於人們想做某種工具以方便取得燙熱的熟食，所以筷子的發明跟原始農業和陶器的運用和發展有著直接關係。
《韓非子·喻志》中古筷稱櫡，從這個字從木從竹來看，可以證明中國最早的筷子多為木質筷和竹筷。櫡的簡写為箸。因為古代最早的烹飪方法，肉類多用烤的方式，菜則多用煮的；筷子最早是從煮沸的湯羹中撈菜食用，所以古筷名箸實在非常貼切。筷子有竹製，亦有木頭、金属、象牙與塑料等材质。

- 《韩非子·喻老》曾記載：“昔者纣为象箸，而箕子怖。”可見當時商朝末期已經有用象牙製品來做食具。
- 《禮記·曲禮上》也有「飯黍毋以箸」和「羹之有菜者用梜」的記載。
- 筷子有多种名称，先秦时期称“挟”，也作“荚”。郑玄注释：“挟，犹箸也，今人谓箸为挟提。”
- 汉代司马迁《史记》时，称商纣时期的筷子为“箸”，古写为“木箸”。两汉又出现了“筯”字。
- 在隋唐時期，人們流行將飯菜擺在桌子，坐在椅凳上來享用，一般都用筷子夾菜，用羹子勺飯。當時民間用銀制筷子很普遍，宮廷多用金製的。筷子從古代就流传至鄰近国家，當今已成为東亞和東南亞多個民族常用的飲食工具。
- 隋唐时李白《行路难》诗曰：“停杯投筯不能食”；杜甫《丽人行》诗云：“犀箸厌饮久来下，鍪刀镂切空纷纶。”。
- 明朝陸容的《菽園雜記》說：「起於吳中。凡舟行諱住諱翻，故呼箸為快子」（因为吴中船民和渔民特别忌讳“箸”，他们最怕船“住”，船停住了，行船者也就没生意，他们更怕船“蛀”，木船“蛀”了漏水如何捕鱼。在这种迷信谐音的思想指导下，故见了“箸”反其道叫“快子”，以图吉利。）。
- 明朝李豫亨在《推蓬寤语》中说得更明白：“世有讳恶字而呼为美字者，如立箸讳滞，呼为快子。今因流传已久，至有士大夫间亦呼箸为快子者，忘其始也。”
- 《康熙字典》中仅收录“箸”而不承认“筷”字。
- 曹雪芹《红楼梦》四十回，在贾母宴请刘姥姥一段中曹雪芹三处称“箸”，两次呼“筯”，而四次直接写明“筷子”。[5]

## 各地特色

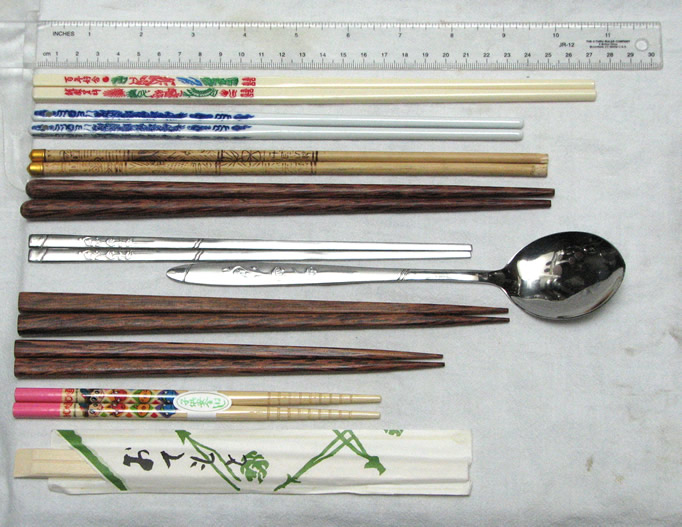
從上至下：台灣塑膠筷、中國大陸陶瓷筷、西藏竹筷、越南平木筷、韓國扁金屬筷與湯匙、日本夫妻筷(單組)、日本學童筷、便利筷(日语：割り箸)

漢字文化圈一直保持使用筷子的傳統，但各地的筷子也具備當地特色，表現出不同的文化特徵。筷子除了用來吃飯，在民間的冠婚喪祭等禮俗都有廣泛運用。
中国筷子的形狀大多为近似的长方体或圆柱体，或头圆尾方，只在头部略细与尾部分別。由于竹的生长比较快和广泛，竹筷的使用率很高，也有用传统的红木和象牙等名贵材料制作的筷子。

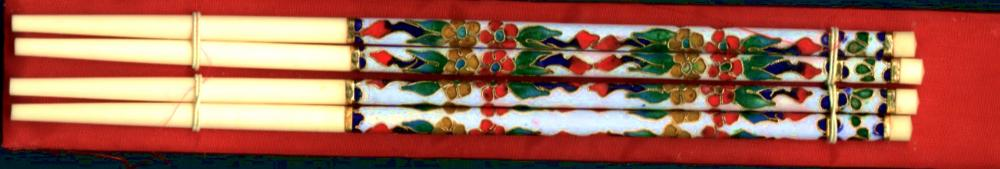
中式象牙筷子

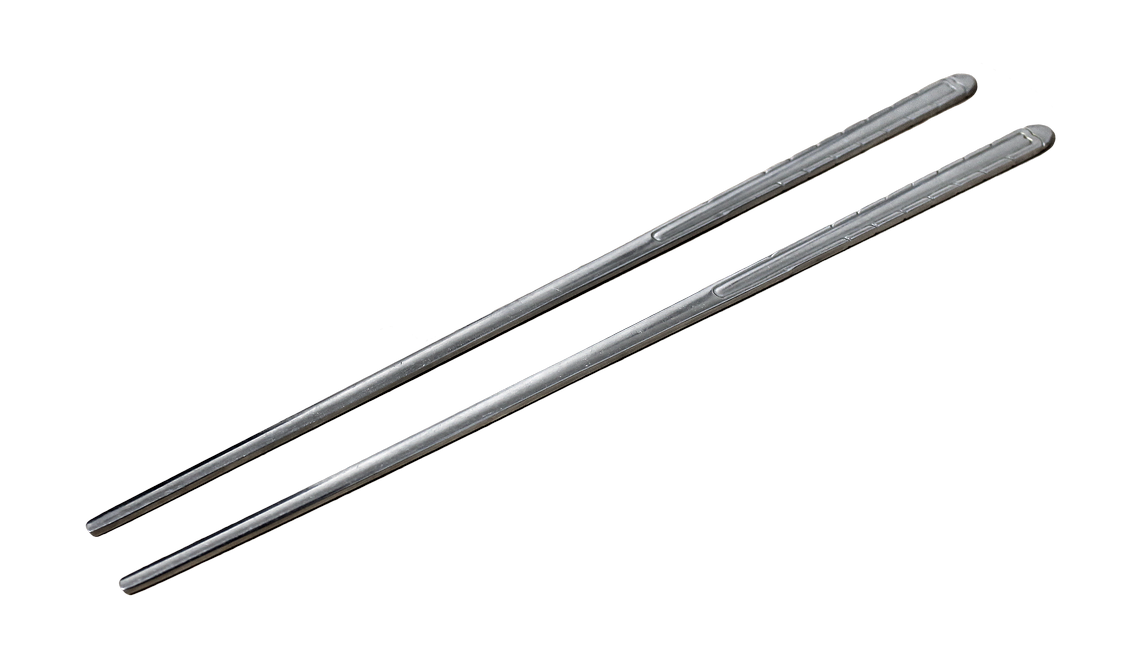
韓式筷子

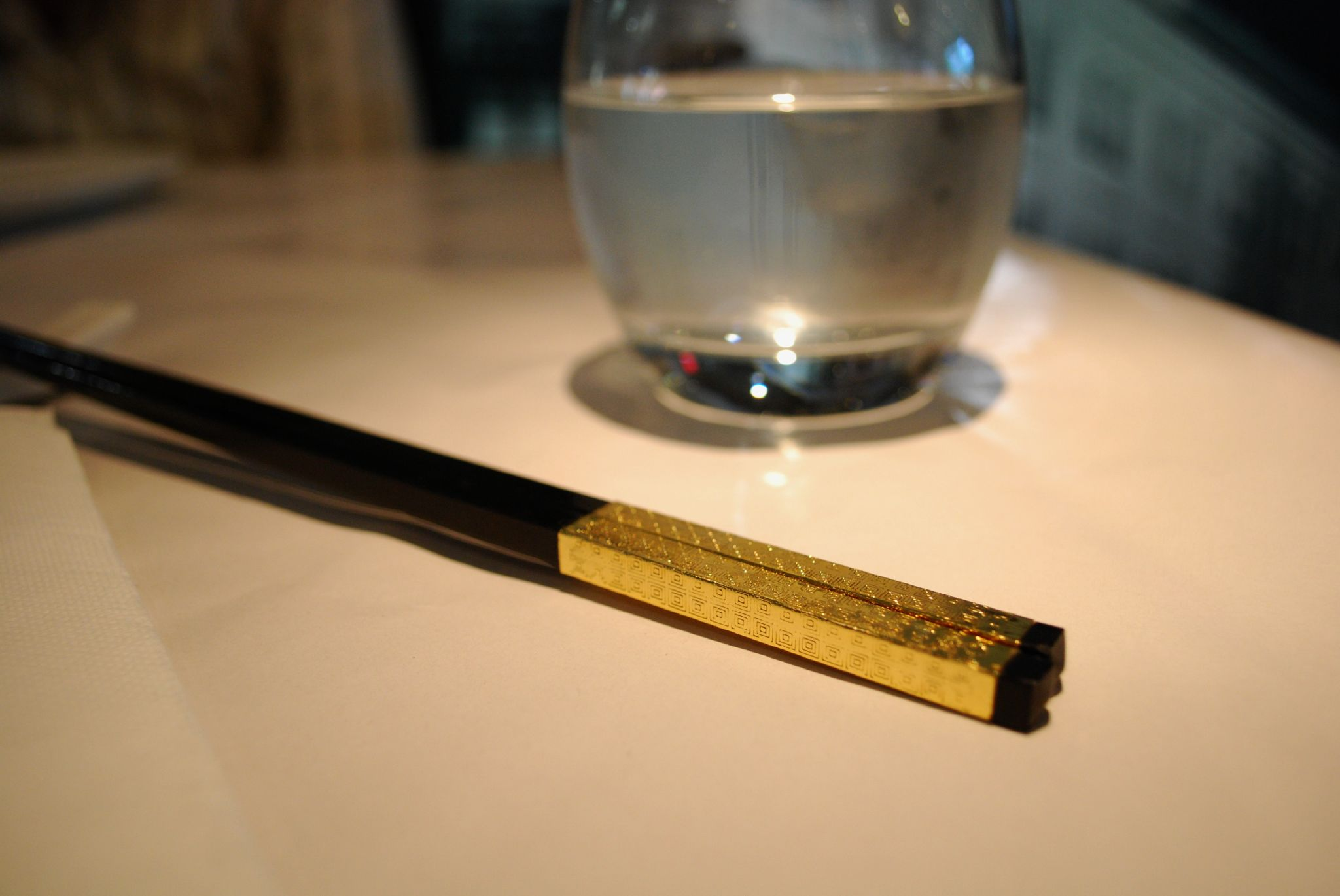
鑲金筷

日本繼承中國的固有製筷工藝，又將其本土化。日本流行極尖头的筷子，由於海島環境，通常都是木質制作，方便夾取魚刺，同時款式十分繁多，也有包漆的，名称沿用中国古语「箸」（訓讀、hashi），也有特别为烹调用的巨型长筷。
朝鲜半岛是最早引入筷子文化的東亞區域，約有一千多年，他們把餐具的功能分得較細，吃飯用匙、夾菜用筷，视端起饭碗吃饭的习惯是不正规的行为（他們認為這是乞丐討飯才會做的事），而且也不能用嘴接触饭碗。因为战乱关系，为使筷子更耐用，原來的木製扁筷改為不銹鋼，既合乎當地飲食又方便清洗使用。傳統韓國的房屋結構，廚房只是做菜的地方，沒有空間在此吃飯，習慣將食物、碗筷放在矮案再端到各自的房間用餐，故設計為搬動時不易滾動的扁筷。所以他们的筷子都是扁平的两片金属製成，称之。語源為漢字「箸」發音（jeo）加上固有語（garak，意為條棒）而成。加上是因為中世朝鮮語時標準語中發生了與的合流。在某些朝鮮語方言中筷子的名稱仍然是單音節的。
越南很早就使用筷子，雖然曾被法國長期殖民統治，受過西方文化的衝擊，但依然保持用筷子的傳統，是東南亞少數用筷子的國家。越南筷整體平直沒有粗細之分，對筷子的名稱“đũa”源自漢語的「箸」（中古音 ɖɨʌH, ʈɨʌH），但不是標準漢越音，而是古漢越音。
琉球也使用筷子，他們的筷子形狀與中式筷子相似，通常為竹製，但上面部份會塗上紅漆，代表太陽，下方則會塗上黃漆，代表月亮，也有殺菌作用。琉球語把筷子稱為。琉球人使用與日本本土形制不同的傳統筷子，更与中国的相似。

### 傳播
較早把筷子介紹到歐洲的是義大利人利瑪竇，在他的著作《中國札記》一書也有描述到筷子文化和用法。隨著華人不斷地移居到歐美國家，西方對筷子也不陌生，很多家庭都備有筷子。法國旅遊協會制定了一項「金筷獎」以表彰出色的中餐行業。

### 演变
- 在中國，筷子相当于手指的延伸。经过不断的改进，筷子才成为今天的形状——夹食物的那段是圆柱形，另一端是四方形，上端粗下端细。
- 在韓國，傳統以小木桌盛飯食，圓筷易滾動，遂演變為扁平的筷子，不易於托運時滾落[6]。

## 使用的礼节
- 夹起食物之后，不应该放回盘碟。
- 不能用筷子對著人或用餐時拿筷子指手畫腳。

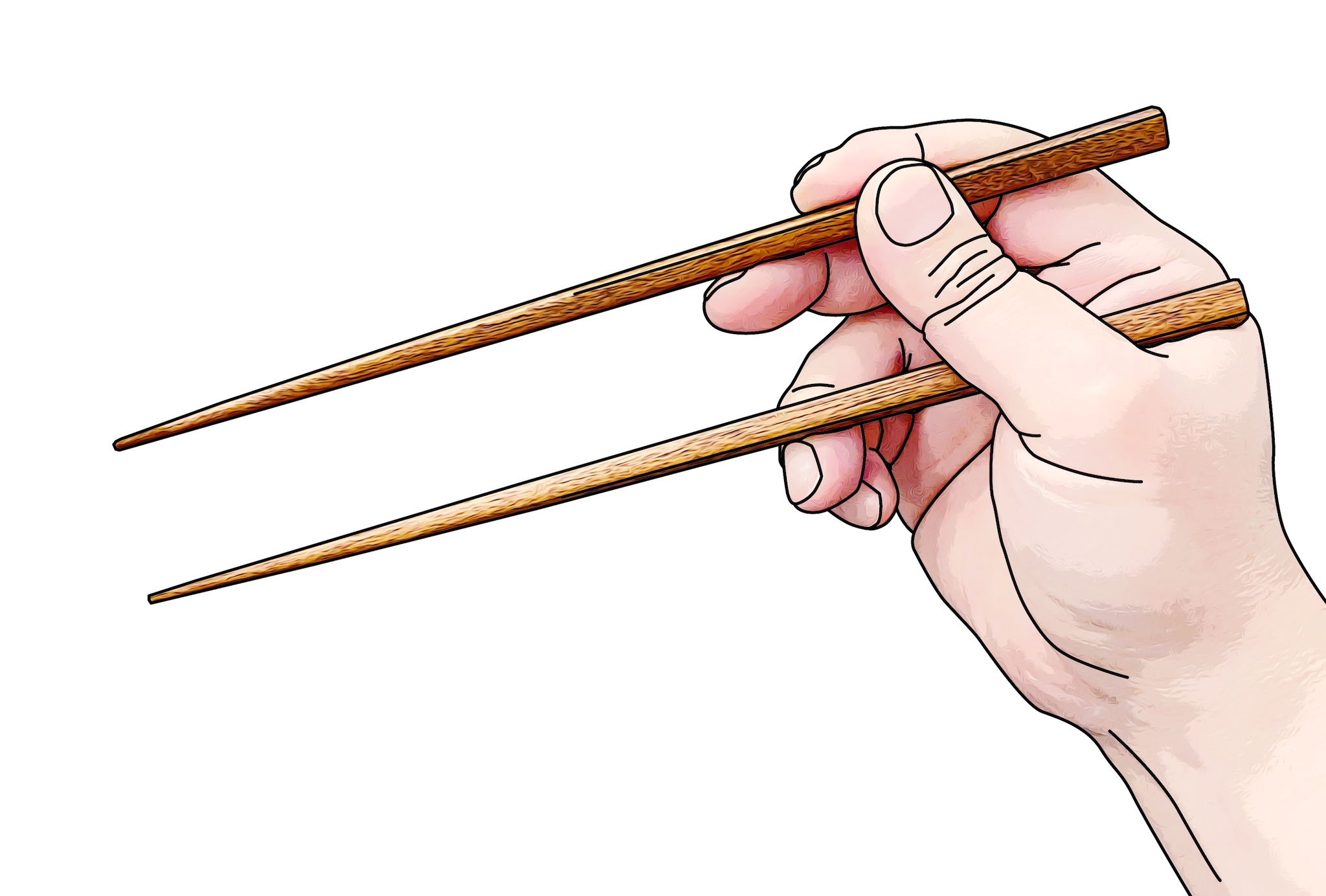
標準握法

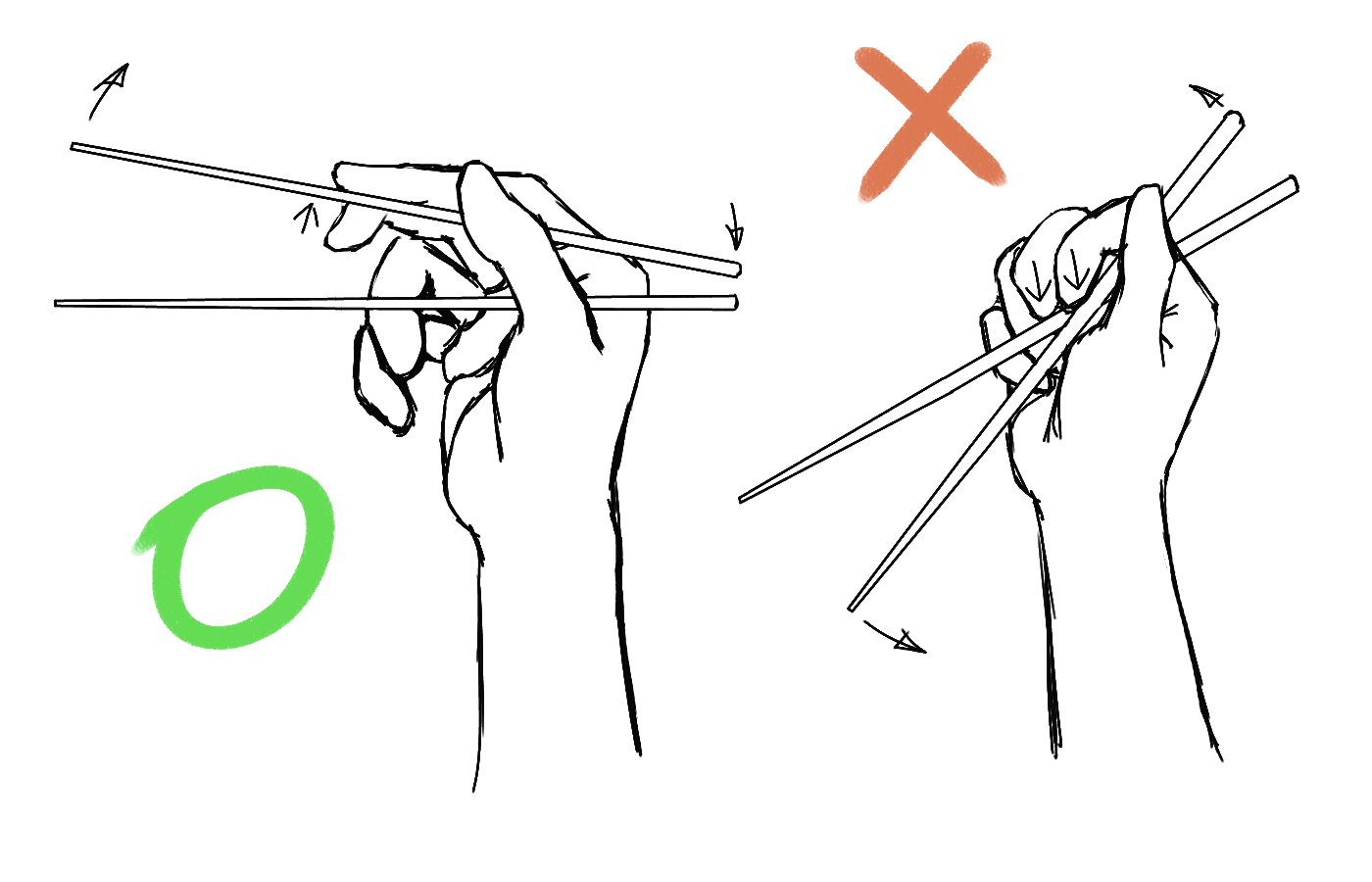
筷子右手拿法

- 不能将筷子插入一碗米或飯。这是祖先奉献物安置方法，參見腳尾飯。
- 不要用筷子敲打碗盆。尤其逢到家里请客吃饭时更不可将筷子胡乱地敲打碗盆。
- 不与他人的筷子相争。
- 不能顛倒使用筷子。
- 不該旋轉（戲耍）筷子。
- 赴宴的时候，不应提前于主人喊「起筷」前动筷子（汤匙亦然），之後要等客人或在座最年長者動作才開始吃飯。
- 在用餐过程中，已经举起筷子，但不知道该吃哪道菜，这时不可将筷子在各碟菜中来回移动或在空中游弋，在菜盘上来回的转而却又不夹菜。
- 与其他就餐者从同一食物容器取菜时，不应用筷子在其中翻动寻找，而应提前选好要取用的区域后再夹起。
- 在日本，使用筷子必須要用雙手放至筷架上或是其它可以放至的地方。

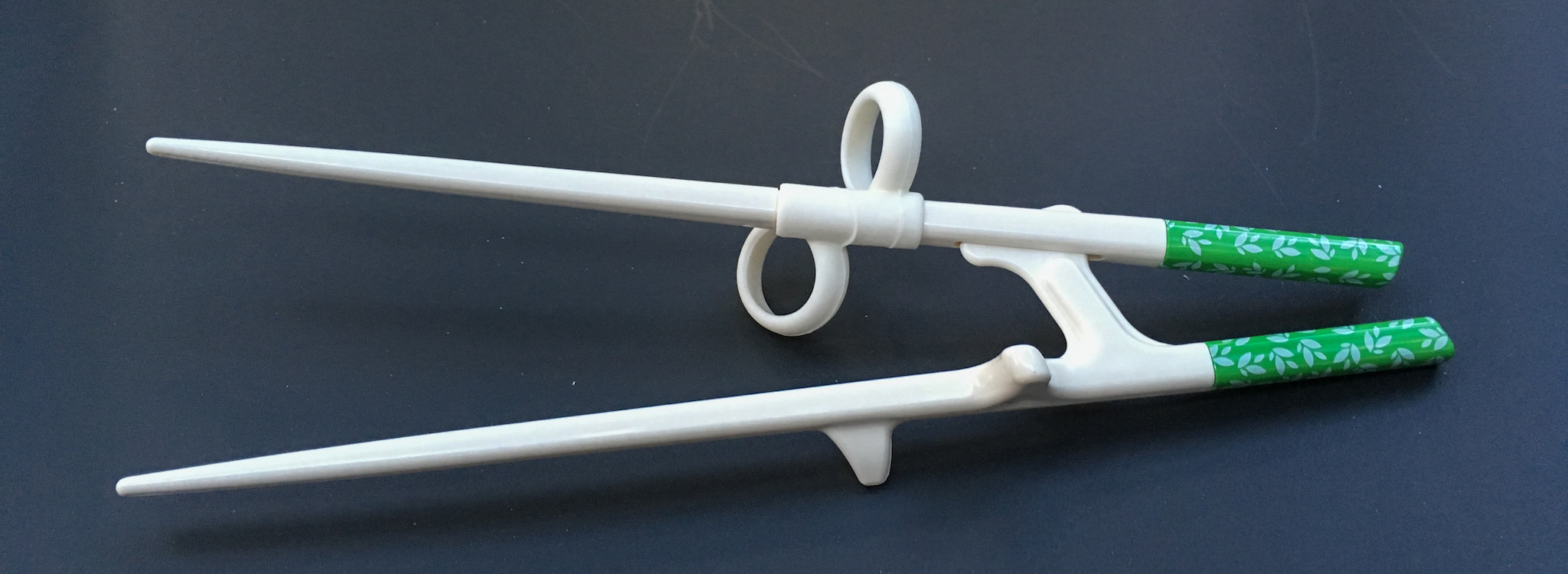
愛迪生筷子

## 公筷

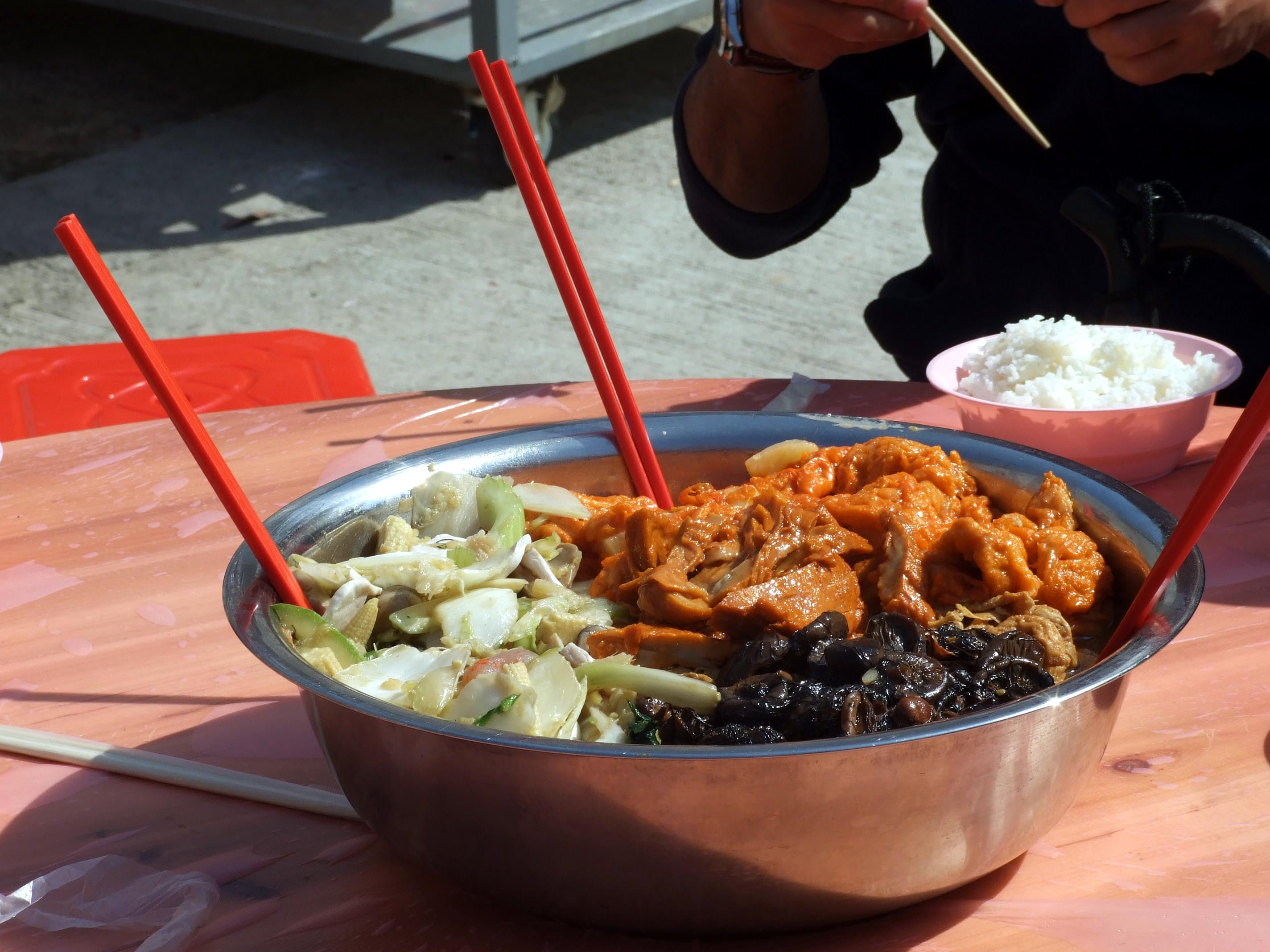
公筷

中式合菜為多人同桌，共用幾盤菜餚，如果大家都用自己的筷子夾取食物，口水容易沾染，或許會有衛生上的問題。為了提倡飲食衛生、避免疾病傳染，現在部分的家庭或餐廳，除了個人的碗筷外，每一道菜都會另外備有一雙公共的筷子，稱為公筷。
台灣早年一項政策，為防治幾乎百分之百盛行率的A型肝炎而致力推行公筷母匙與免洗餐具，儘管公筷母匙只能防治死亡率極低的A型肝炎，對後來盛行的B型肝炎毫無助益，但將A肝傳染降至極低水準。惟在大量使用保麗龍、塑膠製品後，所造成的環境破壞，正努力著手補救。目前政策已更正為停用免洗餐具（一次性餐具），改用一般餐具，並獎勵自備餐具。至於自助餐本來就使用公筷母匙，而未受影響
尤其在2003年SARS疫症後，香港衞生署更播放了一齣公益廣告「食得衞生、活得健康」，提倡挑選乾淨的餐廳進餐和使用公筷兩項衞生飲食觀念。
2020年，由於新冠肺炎疫情，中國大陸亦都提倡呼籲大眾使用公筷。
香港、新加坡、台湾和日本等国家和地區，民眾合餐普遍有使用公筷的習慣。但是華人在餐厅与友人聚餐时，常会使用公筷；而親人聚餐时，大多不用公筷。

## 環保筷
為了方便及節省成本等理由，過往的食肆為食客提供一次性的便利筷。但是，其耗用量已經達到環保人士的關注，因此現在自己攜帶筷子的人多了。據估計，全球每年消耗800億對即棄木筷，中國大陸及日本分別佔450億及250億對，佔整體近九成，台灣及香港亦是高用量地區，韓國則因為政府規定改用回收金屬箸。有文章認為要生產800億對筷子，須砍伐264萬棵樹，但這數據有爭議性，因為除了品質較優之木筷，許多街頭攤販提供的是竹筷，竹子為極快速生長之植物，為永續性之材料。
便利筷除了對環境造成傷害外，在製作過程中，生產商會使用食品添加劑亞硫酸鹽來漂白及防腐，有可能令筷子含有過量的二氧化硫，誘發用者出現過敏、呼吸困難及嘔吐等徵狀。亦有不法商人，回收使用過的即棄木筷，經清洗漂白后，再包裝出售。因此，基於環保及健康之考慮，環保團體積極鼓勵民眾自備環保筷。

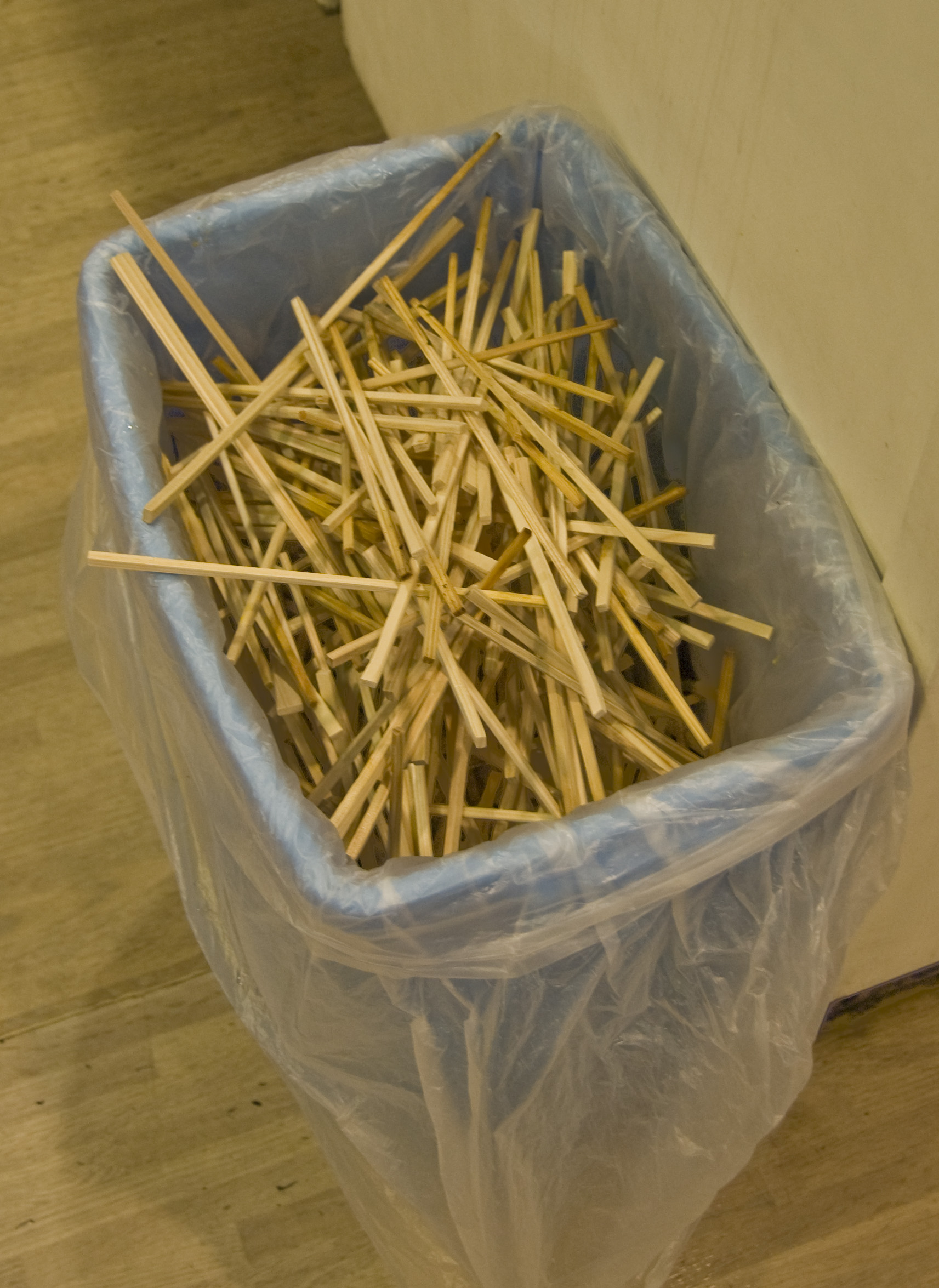
垃圾桶裡大量廢棄的便利筷
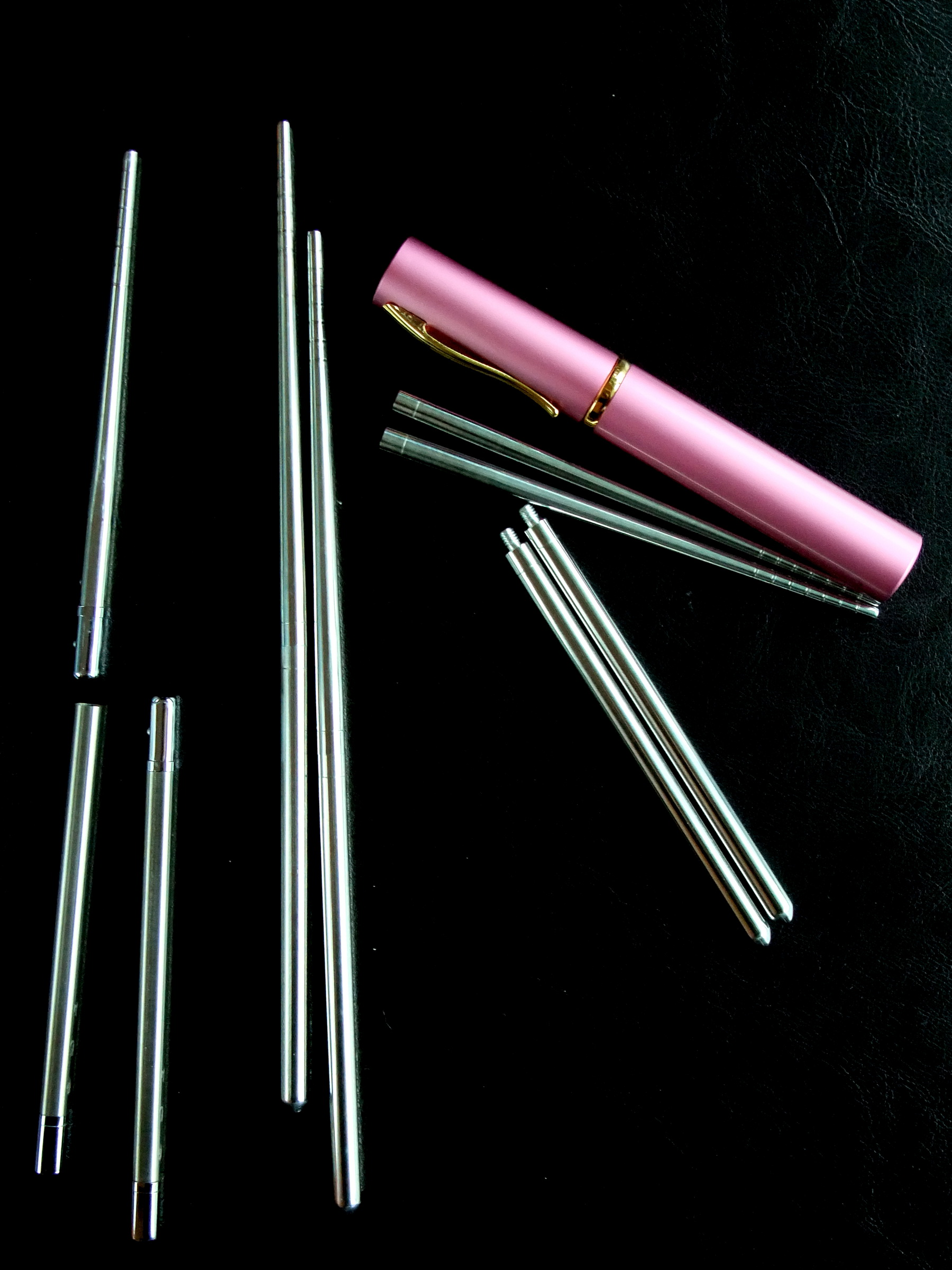
滾珠定位式及鎖螺絲式的鐵製環保筷

## 筷子文化
- 供奉亡靈饭，筷子要竖在饭碗头上，以示恭敬，因为“筷”与“快”同音；與此同時，在平常吃飯時不能把筷子插在飯碗或菜上，以免引起不好的聯想。

### 中國
- 筷子谜：《魏书》中有一则筷子的谜语：“眠则俱眠，起则俱起，贪如豺狼，赃不入己。”
- 筷子联：“玲珑自竹制来，古今饮誉神州萃；典雅由筷托出，中外扬名世界钦”。
- 筷子德：筷子外形直而不弯，被古人寓以种种美满。据《开元天宝遗事》记载，唐玄宗把自己用的一双金筷子赐给宰相宋怀，表彰他的耿直，以筷象征人格。
- 筷子卜：用筷子筹划谋事，问卜吉凶在古代不胜枚举。如汉代名将张良曾“借箸”为刘邦筹划消灭项羽的战略；韩凝礼用筷子预卜唐玄宗平叛。
- 筷子俚語：
  - 一根筷子易折斷，十根筷子難折斷：比喻團結力量大。
- 筷子习俗：
  - 苏北农村闹新房时，将整红筷子穿进窗户，还要唱几曲“穿筷歌”，以示庆贺和祝愿。

### 韓國
- 筷子節：11月11日，由11形同一雙筷子故。韓國清州市在2015年11月10日舉辦首屆筷子節，該國「東亞文化之都」組委會宣布將11月11日定為筷子日[10]，第二屆筷子節同樣在韓國清州市舉辦。[11]

### 日本
- 日本筷子節：8月4日，由日語「箸」（はし，hashi）諧音「八」（ha）和「四」（shi）故。日本筷子節（箸の日）於1975年正式訂立，當日有感謝筷子之儀式（箸感謝祭）[12]等慶祝活動。

## 筷子形象應用

### 祝福之禮
- 贈送筷子给搬新家的人，寓意快樂起家、吃食無虞。
- 贈送筷子给新婚夫妻，諧音「快子」，祝早生貴子。
- 贈送筷子给朋友、情侶、夫妻，因筷子成雙成對，寓意朋友友誼長存、相伴不離；情侶、夫妻長相廝守 、永結同心。
- 韓國筷子常有「福」、「壽」或鶴等吉祥的字或圖，故有贈送筷子表示祝福之禮。

### 舞蹈
在蒙古有筷子舞，舞者單手或雙手持著一雙或一束筷子，以筷子敲打身體不同部位或左右手筷子互擊敲出節奏感，伴隨音樂起舞。

### 武技表演
以筷子射擊（穿）木板、鋁鍋等物，成為一種武技的表演。

## 參閱
- 便利筷，用完即丟的筷子，又稱免洗筷、衛生筷、即棄筷、一次性筷子。
- 羹子筷，筷子尖為匙形。
- 银筷，古代皇帝用来测试饭食中是否有毒的筷子。